# 구루스 다케오

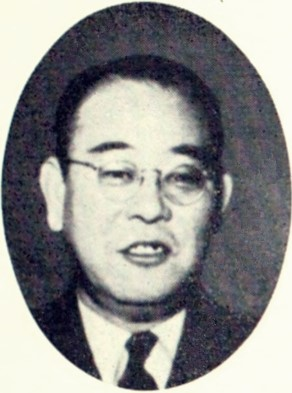

구루스 다케오(栗栖 赳夫, くるす たけお, 1895년 7월 21일 ~ 1966년 5월 10일)는 일본의 정치인·은행가로, 가타야마 내각의 대장대신, 경제안정본부 (経済安定本部) 총무장관을 지냈다.
지금의 야마구치현의 이와쿠니시 출신으로, 1921년 도쿄 제국대학 법학부를 졸업 후, 일본흥업은행(日本興業銀行)에 들어갔다. 1934년 저서 〈담보부사채신탁법의 연구〉(担保付社債信託法の研究) 로 법학 박사 학위를 수여받았으며, 증권부장, 총무부장을 거쳐 전후 1945년 이사, 1947년 총재까지 승진하였다. 한편 1946년에는 귀족원 의원에 칙선되었다.
1947년 제1회 참의원 의원 통상 선거에 입후보해 당선되었으며, 같은 해 사회당·민주당·국민협동당의 3당 연립 내각 가타야마 내각의 재무대신에 임명된 야노 쇼타로(矢野庄太郎)가 병으로 한 달도 채 되지 않아 사임하자, 민주당 총재 아시다 히토시의 요청으로 후임 재무대신이 되었다. 그 후 민주당에 입당해, 1948년 아시다 내각이 성립되자, 구루스 다케오는 경제안정본부 총무장관으로 계속해서 입각하였다.
같은 해 쇼와전공 사건으로 대장대신 시절, 부흥금융공고 융자위원장으로서 쇼와전공에게 현금을 받은 혐의로 같은 해 현역 각료 신분으로 체포되었다. 현역 각료 소추는 일본국 헌법 제75조에 따라 수상의 동의가 필요하지만, 도쿄지방법원은 소추는 체포·구류와는 관계 없다는 판단을 내리고 체포영장을 교부하였다. 그 해 경제안정본부 총무장관에서 물러났다.
1953년 참의원 의원 선거에서 낙선했으며, 1962년 일본 최고재판소에서 징역 8개월, 집행 유예 1년 형이 확정되었다.

## 같이 보기
- 가타야마 내각
- 아시다 내각
- 아시다 히토시
- 시게마사 세이시
- 후쿠다 다케오
- 오노 반보쿠